# Edith Hannam
Edith Hannam, geboren als Edith Margaret Boucher (Bristol, 28 november 1878 – Kensington (Londen), 16 januari 1951) was een tennisspeelster uit Groot-Brittannië. In mei 1909 trad zij in het huwelijk met Francis Hannam.
Hannam won twee gouden medailles op de Olympische Spelen van 1912 in Stockholm bij het indoor-tennis: het indoor-damesenkelspel en het indoor-gemengd dubbelspel samen met Charles Dixon. Tweemaal stond ze in de finale van Wimbledon: in 1911 bij het damesenkelspel waar ze toen verloor van Dora Boothby, en in 1914 in het damesdubbelspel met Ethel Thomson-Larcombe, waar ze verloren van Agnes Morton en Elizabeth Ryan.